# Sono un sentimentale
Sono un sentimentale è un film del 1955 diretto da John Berry.